# Примитивно рекурсивный функционал
Примитивно рекурсивный функционал (англ. primitive recursive functional) — обобщение понятия примитивно рекурсивной функции на многомерную теорию типов.
Примитивно рекурсивные функционалы играют важную роль в теории доказательств и конструктивной математике и составляют ядро гедёлевской «диалектической» интерпретации интуиционистской арифметики.
С токи зрения теории вычислимости, примитивно рекурсивные функционалы представляет собой пример вычислимости в типах высших размерностей, а обыкновенные примитивно рекурсивные функции — вычислимости по Тьюрингу.

## Общие сведения
Каждый примитивно рекурсивный функционал имеет тип, указывающий, что функционал получает на вход, и что производит в качестве результата. Тип {\displaystyle 0} имеют натуральные числа; их можно трактовать как константные функции без аргументов со значением из множества {\displaystyle \mathbb {N} } (множества натуральных чисел).
Если {\displaystyle \sigma } и {\displaystyle \tau } — типы, то тип {\displaystyle \sigma \to \tau } имеют функции с аргументом типа {\displaystyle \sigma } и результатом типа {\displaystyle \tau }. Таким образом, функция {\displaystyle f\colon x\mapsto x+1} имеет тип {\displaystyle 0\to 0}. Типы {\displaystyle (0\to 0)\to 0} и {\displaystyle 0\to (0\to 0)} различны; запись {\displaystyle 0\to 0\to 0} обозначает {\displaystyle 0\to (0\to 0)}. На жаргоне теории типов, объект «стрелочного» типа {\displaystyle \sigma \to 0} называется функцией, если тип его аргумента {\displaystyle 0}, и функционалом в противном случае.
Из двух типов {\displaystyle \sigma } и {\displaystyle \tau } можно построить {\displaystyle \sigma \times \tau } — тип упорядоченных пар, в которых первый компонент имеет тип {\displaystyle \sigma }, а второй — тип {\displaystyle \tau }. Например, рассмотрим функционал {\displaystyle A}, который принимает на вход натуральное число {\displaystyle n} и функцию {\displaystyle f} из {\displaystyle \mathbb {N} } в {\displaystyle \mathbb {N} }, и возвращает {\displaystyle f(n)}. Тогда {\displaystyle A} имеет тип {\displaystyle (0\times (0\to 0))\to 0}; с помощью каррирования этот тип можно записать как {\displaystyle 0\to (0\to 0)\to 0}.
Множество (чистых) конечных типов  — это наименьшее множество, содержащее {\displaystyle 0} и замкнутое относительно операций {\displaystyle \to } и {\displaystyle \times }. Верхний индекс над переменной (например, {\displaystyle x^{\sigma }}) означает предположение о типе этой переменной (т.е. предположение, что {\displaystyle x\colon \sigma }). В случае, когда тип ясен из контекста, индекс может быть опущен.

## Определение
Множество примитивно рекурсивных функционалов определяется индуктивно как наименьшее множество объектов конечного типа, содержащее:
- Константу {\displaystyle {\mathsf {0}}} типа {\displaystyle 0}.
- Функцию инкремента {\displaystyle {\mathsf {N}}\colon 0\to 0} с семантикой {\displaystyle {\mathsf {N}}(x)=x+1}; часто обозначается также {\displaystyle {\mathsf {Sc}}} или просто штрихом ({\displaystyle x'}).
- {\displaystyle {\mathsf {K}}_{\sigma \tau }\colon \sigma \to \tau \to \sigma } — набор комбинаторов постоянных функций для всевозможных типов {\displaystyle \sigma } и {\displaystyle \tau }; {\displaystyle {\mathsf {K}}_{\sigma \tau }(x^{\sigma },y^{\tau })=x}.
- {\displaystyle {\mathsf {S}}_{\rho \sigma \tau }\colon (\rho \to \sigma \to \tau )\to (\rho \to \sigma )\to \rho \to \tau } — набор комбинаторов «совместного применения»; {\displaystyle {\mathsf {S}}(f,g,x)=f(x,g(x))}.
- {\displaystyle {\mathsf {R}}_{\tau }\colon \tau \to (0\to \tau \to \tau )\to 0\to \tau } — операторы примитивной рекурсии;{\displaystyle {\begin{cases}{\mathsf {R}}(f,g)({\mathsf {0}})=f\\{\mathsf {R}}(f,g)({\mathsf {N}}(x))=g(x,{\mathsf {R}}(f,g)(x))\end{cases}}}.
- Композицию {\displaystyle s(t)\colon \sigma } примитивно рекурсивных функционалов {\displaystyle s^{\tau \to \sigma }} и {\displaystyle t^{\tau }}.